# Rainer Zitelmann
Rainer Zitelmann (Frankfurt am Main, 14 de junho de 1957) é um historiador, escritor e empresário alemão.

## Biografia
Rainer Zitelmann nasceu em 1957 em Frankfurt, filho do escritor e teólogo Arnulf Zitelmann. Ele era maoísta quando estudante. De 1978 a 1986, estudou História e Ciências Políticas na  Universidade Técnica de Darmstadt (primeiro exame de estado de 1983, segundo exame de estado de 1987, ambos "com mérito“).
Em 1986, Zitelmann concluiu seu doutorado em História pela Universidade Técnica de Darmstadt com "summa cum laude" do Prof. Dr. Honoris causa Karl Ottmer von Aretin. Sua tese foi publicada como um livro com o título Hitler: The Policies of Seduction. De 1987 a 1992, ele foi assistente de pesquisa no Instituto Central de Pesquisa em Ciências Sociais da Universidade Livre de Berlim.
De 1992 a 1993, ele foi editor-chefe das editoras de livros Ullstein e Propylänen (na época o terceiro maior grupo de publicação de livros da Alemanha) e membro da equipe administrativa. Pouco depois, passou a trabalhar no jornal diário "Die Welt", um dos principais jornais de qualidade da Alemanha. Aqui, chefiou vários departamentos, mais recentemente o departamento imobiliário.
Em 2000 fundou a empresa Dr. ZitelmannPB. GmbH, a qual, nos anos seguintes, se tornou líder de mercado em consultoria de comunicação para empresas imobiliárias na Alemanha. Em 2016, a empresa foi vendida (através de um Management Buyout - MBO).
Zitelmann também investiu com sucesso no mercado imobiliário, especialmente em Berlim. De 1999 a 2009, ele comprou imóveis residenciais a preços muito baixos e vendeu a maior parte deles a partir de 2015: com esses investimentos aumentou consideravelmente seu capital.
Em 2016, Zitelmann concluiu um segundo doutorado, desta vez em Sociologia (com magna cum laude), com o professor Wolfgang Lauterbach (principal pesquisador sobre economia e riqueza na Alemanha)  na Faculdade de Economia e Ciências Sociais da Universidade de Potsdam. Sua tese foi A Personalidade e os Padrões de Comportamento da Elite na Alemanha. O estudo foi publicado em inglês com o título "The Wealth Elite"

## Publicações históricas: A visão de mundo de Hitler
Em sua primeira dissertação, Zitelmann reconstruiu a maneira de pensar de Hitler, em particular suas ideias sociais, econômicas e políticas internas, com uma base de fonte muito abrangente. A conclusão de sua pesquisa foi que Hitler havia lidado com muita mais intensidade com as questões sociais e econômicas do que se supunha anteriormente. Zitelmann demonstrou que os motivos anticapitalistas e social-revolucionários desempenharam um papel maior na visão de mundo de Hitler do que anteriormente assumido e que ele se via como um revolucionário.
O livro foi resenhado em várias revistas internacionais.  Klemens von Klemperer escreveu no “Journal of Modern History”: “Zitelmann decidiu abster-se de julgamentos orais; mas sua erudição meticulosa e responsável fala ainda mais alto. Seu livro constitui um marco em nossa compreensão de Adolf Hitler." 
Após sua dissertação, Zitelmann publicou outros livros sobre a história da Alemanha no século XX.

## Publicações sociológicas

### Psicologia dos super-ricos
Em 2017, o estudo de Zitelmann sobre os milionários com uma fortuna de dois a três milhões foi publicado com o título The Wealth Elite. O estudo realizou extensas entrevistas com 45 pessoas milhonárias, a maioria empresários. É um estudo qualitativo das ciências sociais, pois não há amostras representativas para o grupo dos super-ricos. A maioria dos entrevistados eram multimilionários que construiram seu capital através do empreendedorismo. O estudo mostra que uma grande proporção dos super-ricos já fazia negócios enquanto estavam na escola ou na universidade. Por outro lado, o nível de escolaridade não desempenhava um papel decisivo para o nível de riqueza do grupo: No quarto grupo dos entrevistados (com patrimonio entre 300 milhões e 3 bilhões de euros) havia ainda mais pessoas sem diploma universitário do que no terceiro grupo (patrimônio entre 10 e 30 milhões de euros).  Pessoas muito ricas geralmente analisam menos ao tomar decisões e agem de maneira intuitiva. O conhecimento tácito obtido como resultado de experiências (muitas vezes informal) foi mais relevante do que a educação acadêmica. Todos os entrevistados completaram um teste de personalidade com base na abordagem “Big Five”. Verificou-se que a consciência dos muito ricos era particularmente forte e o neuroticismo particularmente fraco. A extroversão e abertura para novas experiências também foram marcantes. Isso coincidiu com resultados de pesquisas anteriores. Em contraste, a pesquisa até agora subestimou o papel das habilidades de vendas no sucesso financeiro dos muito ricos: eles próprios valorizam extremamente a importância dessas habilidades. A maioria teve de lidar com contratempos e crises significativas em seu caminho para a riqueza e descobriu-se nas entrevistas que há muitas semelhanças na maneira como lidam com os desafios. Um resultado importante do estudo: muitos milhonários que construiram seu patrimonio sozinhos são inconformistas declarados, que nadaram repetidamente contra a maré e foram capazes de aumentar sua riqueza dessa forma. O estudo recebeu atenção mundial e foi publicado em alemão, inglês, chinês e coreano.
O Financial Times escreveu: "O estudo de Rainer Zitelmann sobre a psicologia dos super-ricos é um projeto ambicioso. Poucos poderiam ser mais qualificados para isso do que o Dr. Zitelmann, um historiador, sociólogo, jornalista, empresário e investidor. Não houve estudo comparado a este e é uma leitura atraente para todos que precisam entender as características e motivações dos empresários de sucesso. Essas pessoas impulsionam o crescimento econômico, apoiam a inovação, criam empregos e financiam projetos  filantrópicos. Então, por que esse estudo nunca foi pensado antes? É difícil ter acesso a essas pessoas e elaborar questionários que gerem uma resposta significativa."

### Preconceitos e estereótipos sobre os ricos
Em 2020, Zitelmann publicou o livro "Os ricos na opinião pública" (The Rich in Public Opinion). Zitelmann critica o fato de que o preconceito da sociedade científica, dificilmente lidou com a minoria dos ricos, até agora. Seu livro é baseado em uma pesquisa internacional dos institutos de pesquisa Allensbach e Ipsos MORI na Alemanha, EUA, Grã-Bretanha e França. Com base na pesquisa, foram formados três grupos, os “invejosos sociais”, os “não invejosos” e os “ambivalentes”. O grupo de “invejosos“ inclui 33% na Alemanha, 34% na França, 20% nos EUA e 18% na Grã-Bretanha. A inveja social indica a proporção de invejosos e não invejosos em um país. Um valor 1 significaria que o número de pessoas invejosas e não invejosas é o mesmo. Se o valor for inferior a 1, predomina o número de pessoas que não sentem inveja social pronunciada; se o valor for superior a 1, predomina o número de pessoas com inveja social pronunciada. O coeficiente de inveja social ocorre quando o grupo de invejosos sociais está relacionado ao grupo de pessoas não invejosas. De acordo com esse coeficiente, a inveja social é maior na França com 1,26, seguida pela Alemanha com 0,97. Nos EUA (0,42) e na Grã-Bretanha (0,37), este coeficiente é significativamente menor. O caráter distintivo dessas categorias se mostra, sobretudo, no fato de que os grupos de invejosos e não invejosos assim determinados diferem significativamente no que diz respeito ao posicionamento de dezenas de outras afirmações. O grupo de invejosos apontou egoísmo, crueldade, materialismo, arrogância, ganância, sentimentos frios e superficialidade como os traços de personalidade mais comuns dos ricos. Apenas dois dos 25 traços de personalidade que as pessoas com inveja social mencionaram com mais frequência são positivos, enquanto 23 são negativos. Os traços de personalidade mais comuns dos ricos do ponto de vista do grupo não invejoso, por outro lado, eram diligência, inteligência, ousadia, materialismo, engenhosidade e pensamento visionário. Após a publicação de seu estudo, Zitelmann fez pesquisas em outros países e publicou os resultados em um artigo para “ Economic Affairs” em 2021: “Attitudes to wealth in seven countries: The Social Envy Coefficient and the Rich Sentiment Index“ (Atitudes em relação à riqueza em sete países: o coeficiente de inveja social e o índice de sentimento de riqueza).

## Publicações
Zitelmann escreve para vários meios de comunicação europeus e americanos, como por exemplo, os jornais Die Welt, FAZ, Focus (Alemanha), Neue Zürcher Zeitung, Weltwoche (Suíça), Daily Telegraph, Citiy AM (Grã-Bretanha), Forbes, Washington Examiner, National Interest , Townhall, (EUA), Linkiesta (Itália). Os principais temas de suas contribuições são a defesa do capitalismo e tópicos de pesquisa de riqueza.
Site com biografia detalhada sobre Zitelmann: https://www.rainer-zitelmann.com/
Zitelmann escreveu e editou 25 livros.

## Em Inglês
•	The Nazi Elite, New York Univ Pr, New York 1993, ISBN 978-0-81477-950-7.
•	Hitler: The Policies of Seduction, Allison & Busby, London 2000, ISBN 978-1-90280-903-8.
•	Nova edição: Hitler's National Socialism. Management Books 2000, Oxford 2022, ISBN 978-1-852-52790-7. Versão actualizada com um prefácio: Sobre a recente historiografia de Hitler e do Nacional-socialismo (1996-2020).
•	Dare to be Different and Grow Rich, Indus Source Books, Mumbai 2012, ISBN 978-8-18856-937-3.
•	The Wealth Elite: A groundbreaking study of the psychology of the super rich, Lid Publishing, London and New York 2018, ISBN 978-1-91149-868-1.
•	The Power of Capitalism: A Journey Through Recent History Across Five Continents, Lid Publishing, London and New York 2018, ISBN 978-1-91255-500-0.
•	Dare to be Different and Grow Rich: The Secrets of Self-Made People, Lis Publishing, London and New York 2019, ISBN 978-1-91255-567-3.
•	The Art of a Successful Life: The Wisdom of the Ages from Confucius to Steve Jobs., Lid Publishing, London and New York 2020, ISBN 978-1-91255-567-3.
•	The Rich in Public Opinion: What We Think When We Think about Wealth, Cato Institute, Washington 2020, ISBN 978-1-94864-767-0.